# Кубок Судірмана
Кубок Судірмана (англ. Sudirman Cup) — чемпіонат світу з бадмінтону серед змішаних команд, який проводиться кожні 2 роки. Є одним із найпрестижніших турнірів з бадмінтону.
Перший турнір проходив на стадіоні «Бунг-Карно» у Джакарті з 24 по 29 травня 1989 року, в якому взяло участь 28 команд. Зараз у турнірі змагаються понад 50 команд. З часу заснування турніру лише 3 країни ставали володарями Кубка Судірмана — Індонезія (1 раз), Корея (3 рази) та Китай (8 разів).
Кожен раунд складається із 5 матчів: жіночого та чоловічого одиночних розрядів, жіночого та чоловічого парних і змішаних розрядів. Названий на честь Діка Судірмана, колишнього індонезійського бадмінтоніста і засновника Асоціації бадмінтону Індонезії (PBSI). Кубок немає призового фонду, гравці грають тільки за престиж своєї країни і для заробляння очок для рейтингу БВФ.

## Кубок
Висота Кубку Судірмана становить 80 см. Він зроблений із дерева, вкритого сріблом і золотом у 22 карата (92%). Кубок має форму волана і увінчаний моделлю храму Боробудур. Руків'я у формі тичинки символізує насіння бадмінтону. 
Вартість кубка становить 15,000 доларів США.

## Формат
Кубок Судірмана — єдине міжнародне змагання з бадмінтону, яке не має кваліфікаційного раунду. Команди діляться на 7 груп у залежності від їхньої сили. Тільки команди з першої групи мають шанс поборотися за трофей, у той час як команди з інших груп борються за вихід до наступної групи. Команда, що посіла останнє місце у своїй групі, переходить у нижчу групу.

## Результати
| 1989 Деталі | Джакарта, Індонезія   | Індонезія      | 3–2 | Південна Корея | КНР            | Данія          |
| 1991 Деталі | Копенгаген, Данія     | Південна Корея | 3–2 | Індонезія      | Данія          | КНР            |
| 1993 Деталі | Бірмінгем, Англія     | Південна Корея | 3–2 | Індонезія      | КНР            | Данія          |
| 1995        | Лозанна, Швейцарія    | КНР            | 3–1 | Індонезія      | Південна Корея | Данія          |
| 1997        | Глазго, Шотландія     | КНР            | 5–0 | Південна Корея | Данія          | Індонезія      |
| 1999        | Копенгаген, Данія     | КНР            | 3–1 | Данія          | Індонезія      | Південна Корея |
| 2001        | Севілья, Іспанія      | КНР            | 3–1 | Індонезія      | Данія          | Південна Корея |
| 2003        | Ейндговен, Нідерланди | Південна Корея | 3–1 | КНР            | Індонезія      | Данія          |
| 2005        | Пекін, Китай          | КНР            | 3–0 | Індонезія      | Південна Корея | Данія          |
| 2007        | Глазго, Шотландія     | КНР            | 3–0 | Індонезія      | Південна Корея | Данія          |
| 2009        | Гуанчжоу, Китай       | КНР            | 3–0 | Південна Корея | Індонезія      | Малайзія       |
| 2011 Деталі | Циндао, Китай         | КНР            | 3–0 | Данія          | Індонезія      | Південна Корея |